# Будь кмітливим
«Будь кмітливим» (англ. Get Smart) — американський шпигунський комедія-кінофільм режисера Пітера Сігела. У головних ролях знялися Стів Керелл та Енн Гетевей. Сюжет кінофільму базується на однойменному телесеріалі. У США прем'єра кінофільму відбулася 20 червня 2008 року, в Україні — 17 липня 2008 року.

## Сюжет
Смарт (Агент 66) працює в американській розвідслужбі Контроль і мріє про складні і небезпечні шпигунські будні, але ніяких відповідальних завдань йому не доручають, поки одного разу штаб-квартира Контролю не піддається нападу терористів із злочинного синдикату «Хаос». Особи всіх таємних агентів Контролю тепер розсекречені і Шефу організації не залишається нічого іншого, як довірити недосвідченому Смарту складне завдання — покінчити з Хаосом. Допомагати і наглядати за Смартом доручають надійній, і головне, симпатичній співробітниці Контролю — агенту 99.

## Актори
- Стів Карелл — Максвелл Смарт
- Енн Гетевей — Агент 99
- Двейн Джонсон — Агент 23
- Алан Аркін — Шеф
- Теренс Стемп — Зігфрід
- Масі Ока — Брюс
- Нейт Торренс — Ллойд
- Великий Калі — Даліп
- Кен Давитян — Штаркер
- Террі Крюс — Агент 91
- Девід Кокнер — Ларабі
- Джеймс Каан — Руперт
- Білл Мюррей — Агент 13
- Патрік Ворбертон — Гаймі
- Блейк Кларк — Генерал

## Кінокритика
На сайті Rotten Tomatoes кінофільм отримав рейтинг у 51 % (106 схвальних відгуків і 102 несхвальних). На сайті Metacritic оцінка кінофільму становить 54 бали із 100.